# الی اسمیت
آلی اسمیت (انگلیسی: Ali Smith؛ زادهٔ ۱۹۶۲) نویسنده، نمایشنامه‌نویس و روزنامه‌نگار اسکاتلندی است. او برندهٔ جوایز ادبی مهمی هم‌چون جایزهٔ ادبی کاستا بوک (و Whitbread)، جایزهٔ ادبی گلداسمیت، جایزهٔ ادبیات داستانی زنان (برنده نهایی Baileys و دو بار فینالیست Orange)، جایزهٔ ادبی Encore، جایزهٔ ادبی کتاب سال Saltire، جایزهٔ ادبی Scottish Arts Council (دو بار)، جایزهٔ ادبی Highland Book Prize، همچنین فینالیست جایزهٔ ادبی فولیو و جایزه جرج اورول بوده است. اسمیت در سال ۲۰۰۷ به عضویت انجمن سلطنتی ادبیات درآمد و در سال ۲۰۱۴ برای خدماتش به ادبیات، نشان امپراتوری بریتانیا را دریافت کرد.
الی اسمیت تنها نویسندهٔ دنیاست که تاکنون توانسته چهار بار فینالیست جایزه ادبی من بوکر شود. سباستین بَری، شاعر و نویسندهٔ صاحب‌سبک و شناخته‌شدهٔ ایرلندی، در سال ۲۰۱۶ از الی اسمیت به‌عنوان نویسندهٔ اسکاتلندیِ منتظر دریافت جایزه نوبل نام برد.

## زندگی
الی اسمیت متولد سال ۱۹۶۲ در اینورنس اسکاتلند است. او در دانشگاه آبردین درس خوانده ولی دورهٔ دکترای خود را ناتمام رها کرد. اسمیت پیش از آنکه به‌صورت تمام وقت به نوشتن بپردازد، مدرس دانشگاه استرثکلاید بود. اولین داستان بلند او به نام مثل در سال ۱۹۹۷ به چاپ رسید.
او در کنارِ نوشتن کتاب، مقالاتی هم برای گاردین، اسکاتزمن و The Times Literally Supplement می‌نویسد.

### رمان
- مثل (۱۹۹۷)
- هتل دنیا(۲۰۰۱)
- تصادفی (۲۰۰۵)
- دختر، پسر را ملاقات می‌کند (۲۰۰۷)
- حیله‌گر (۲۰۱۲)
- هر دو بودن(۲۰۱۴)
- خزان (۲۰۱۶)
- زمستان (۲۰۱۷)
- بهار (۲۰۱۹)
- تابستان (۲۰۲۰)

### داستان کوتاه
- عشق رها و داستان‌های دیگر (۱۹۹۵)
- داستان‌های دیگر و داستان‌های دیگر (۱۹۹۹)
- تمام داستان و داستان‌های دیگر (۲۰۰۳)
- اولین شخص و داستان‌های دیگر (۲۰۰۸)
- کتاب‌خانهٔ عمومی و داستان‌های دیگر (۲۰۱۵)